# Typhlops disparilis
Typhlops disparilis är en ormart som beskrevs av Jan 1860. Typhlops disparilis ingår i släktet Typhlops och familjen maskormar. Inga underarter finns listade i Catalogue of Life.
Utbredningsområdet var inte dokumenterat när exemplar skickades till Europa och taxonets holotyp blev förstört. Typhlops disparilis godkänns inte av The ReptileDatabase och situationen förklaras i texten om Typhlops lumbricalis.